# 托特·达维德
托特·达维德（匈牙利語：Tóth Dávid，1985年2月21日—），匈牙利男子皮划艇运动员。他曾代表匈牙利参加2012年夏季奥林匹克运动会皮划艇比赛，获得男子四人皮艇1000米银牌。